# Bussière-Boffy
Bussière-Boffy korábbi község Franciaország Új-Aquitania régiójában, Haute-Vienne megyében. 2016. január 1-jén Mézières-sur-Issoire korábbi községgel egyesült és az így létrejött Val d’Issoire új község része lett.
Lakosainak száma 283 fő (2018. január 1.). Bussière-Boffy Brillac, Lesterps, Saint-Christophe, Oradour-Fanais, Gajoubert, Val d’Issoire és Nouic községekkel határos.

## Népesség
A település népességének változása:
| Lakosok száma | 562  | 509  | 440  | 364  | 321  | 347  | 330  | 330  | 291  | 283  |
|               | 1962 | 1968 | 1975 | 1982 | 1990 | 2008 | 2013 | 2015 | 2017 | 2018 |